# Trigonioida
Trigoniida
Ordre
Les Trigoinoida (ou Trigoniida) sont un ordre panchronique de bivalves, avec une seule famille actuelle.

## Liste des familles
Selon WoRMS :
- super-famille Trigonioidea Lamarck, 1819
  - famille Trigoniidae Lamarck, 1819 Selon ITIS[2]